# Fokas
Fokas (po roce 547 v Thrákii – 5. října 610 v Konstantinopoli) byl byzantský císař v letech 602 až 610. Byl to uzurpátor, který podle pramenů zavedl i na tehdejší poměry skutečnou vládu teroru.

## Uchopení moci
Byl setníkem ve vojsku, kterému císař Maurikios vydal v zimě roku 602 rozkaz přezimovat na avarském břehu Dunaje. Vojáci se však vzbouřili a jmenovali Foku, který byl výmluvným řečníkem a neustále vyzýval ke vzpouře, exarchou. Thrácká armáda se pak obrátila proti Konstantinopoli. V hlavním městě povstala proti málo oblíbenému (i když vojensky úspěšnému) Maurikiovi i jedna ze stran v cirku – Zelení. Rovněž část senátu otevřeně podporovala povstání. Císař ve strachu o život uprchl na ostrov poblíž Chalkedonu, zatímco Fokas, kterému Zelení otevřeli brány města, vpochodoval do Konstantinopole. Poté, co se Fokas nechal aklamací potvrdit za císaře, dal Maurikia a jeho syny zajmout a následně popravit.

## Vláda
O následujících letech podávají historické prameny pochmurný obraz. Nevzdělaný Fokas, který se údajně v sacru palatiu oddával pitkám a hanebnostem všeho druhu, patřil zřejmě k těm byzantským císařům, kteří postrádali jakékoliv předpoklady pro vládnutí. Během krátké doby, kdy měl zřejmě jen nepatrné ponětí o státnických povinnostech císaře a ani se nesnažil je nabýt, ztratil veškerý smysl pro realitu a věřil, že je Bohem vyvolený. Kvůli své patologické podezřívavosti nechal vyvraždit velkou část byzantských elit.
Prameny líčí Foku jako ukázkového tyrana. Sami Zelení, strana v cirku, která dopomohla Fokovi na trůn, upadli v podezření, že osnují spiknutí proti císaři, poté co s jeho pomocí zdecimovali své soupeře – Modré. Brzy poté se Fokas spojil s Modrými, poněvadž mu bylo jasné, že bez podpory alespoň části lidu nemůže déle vládnout. Městským prefektem Konstantinopole byl jmenován vůdce (demarchos) Modrých, čímž si císař znepřátelil Zelené a uvrhl mnohá města říše do otevřené občanské války mezi stoupenci obou démů. Anarchie, která říši v těchto letech zachvátila, ji nezničila snad jen díky přetrvávající římské správě, o kterou se stát nadále opíral. Rozbrojů mezi oběma démy zůstaly ušetřeny jen vzdálené exarcháty v Ravenně a v Kartágu na západě říše.

## Povstání v říši, vpád Peršanů
Krátce po Maurikiově zavraždění obnovili Avaři na Balkáně nepřátelství a zpustošili Thrákii, zatímco na východě vypukla vojenská vzpoura. Neklidná situace byla také v Arménii, kde v čele povstání stál vojevůdce Narses, jemuž se podařilo dobýt Edessu. Fokas na to vyslal vojevůdce Bonosa do Sýrie, která se rovněž vzbouřila.
Ani nepřátelští Sásánovci nezaháleli. Když se velkokrál Husrav II. doslechl o krvavé výměně na trůnu v Konstantinopoli, vyhlásil Fokovi válku. Pod záminkou zbavení Římanů uzurpátora obsadil Edessu, která již byla obléhána císařským vojskem, a spojil se s Narsem. Husrav II. navrhl za kandidáta na trůn Theodosia, který měl být údajným Maurikiovým přeživším synem. Avšak netrvalo dlouho a velkokrálova přátelská pomoc se změnila v nezastřenou dobyvatelskou válku proti Byzanci. Mezopotámie, Arménie a části Malé Asie padly do jeho rukou, i přes částečně úspěšný odpor byzantských vojsk.
Také Slované, s nimiž vedl Maurikios prudké obranné boje, nyní volně pronikali přes nekrytou dunajskou hranici na Balkán a do Řecka.

## Vztahy s papežem

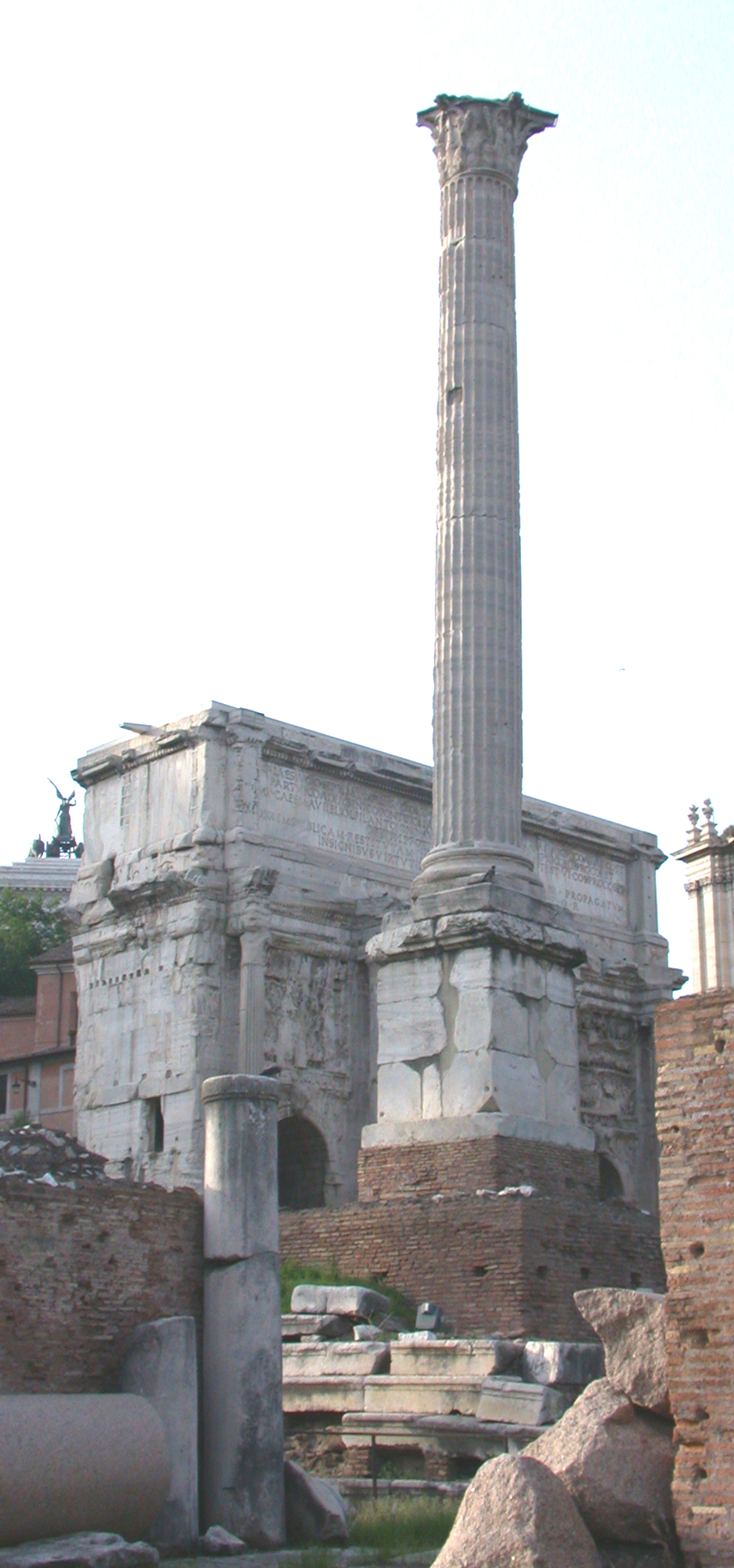
Fokův sloup, poslední monument vztyčený na Foru Romanu

Brzy po uchopení moci si Fokas uvědomil, že vzhledem ke složité vnitropolitické situaci má nedostatek spojenců, a nesmí si proto ještě znepřátelit papeže. Oproti politice svého předchůdce, který v Itálii vedl válku s Langobardy, aniž bral ohled na papeže, nastolil bezvýhradný propapežský kurz. Uzavřel příměří s Langobardy, což však znamenalo definitivní ztrátu Itálie s výjimkou ravennského exarchátu, který se udržel až do roku 751.
Císař ovšem neměl jinou možnost, neboť ve srovnání s východními provinciemi ohroženými Peršany byla vykrvácená a zpustošená Itálie takřka bezcenná. Jestliže za Maurikia italské obyvatelstvo krutě trpělo neustálými boji, nyní papež Řehoř I. děkoval strůjci míru chvalozpěvem Gloria in excelsis Deo za jeho vítězství nad Maurikiem, ačkoliv musel vědět o tom, jak hanebným způsobem se Fokas zmocnil vlády. Papež, jenž sám byl ze všech stran ohrožován Langobardy, si přesto trpkého míru cenil. Ovšem dvouletý mír uzavřený v roce 603 netrval ani po dobu, na kterou byl sjednán. Langobardský král Agilulf obsadil již před koncem příměří další části Apeninského poloostrova. Fokas byl spokojen, že udržel aspoň Ravennu, a nekladl Agilulfovu postupu žádný odpor. Když byl konečně v roce 610 císař svržen, bylo už příliš pozdě na jakýkoliv zákrok proti Langobardům. Zda k tomu za Foky existovala ještě nějaká reálná možnost, je však nejisté.
Poté, co v roce 607 Fokas nechal zbavit patriarchu v Konstantinopoli hodnosti ekumenického patriarchy a převedl jí na papeže, čímž uznal nárok římského biskupa na primát v církvi, bylo na Foru Romanu postaveno poslední antické dílo – Fokův sloup – „ke vzpomínce na nesčetné dobré skutky císaře, který vrátil Itálii mír a bránil svobodu“. Tento sloup se zachoval dodnes. Tím se však také zvýšila vzájemná nevraživost mezi konstantinopolským patriarchou a římským papežem. Vztahy mezi oběma církevními hodnostáři se měly nyní dále pomalu zhoršovat až k osudnému rozkolu v roce 1054. I kvůli své církevní politice, nakloněné papeži, byl Fokas velice negativně hodnocen ze strany ortodoxní církve.

## Revoluce a smrt Foky
Navzdory policejnímu režimu, který císař nastolil, se opozici v Konstantinopoli podařilo spojit s Herakleiem Starším, exarchou Kartága a otcem pozdějšího stejnojmenného císaře, a přesvědčit ho k povstání.
Svou roli v následném spiknutí proti uzurpátorovi sehráli zřejmě i jiní provinciální místodržitelé, neboť synovec Herakleia Staršího dobyl krátce nato Alexandrii. Když byla takto zajištěna Afrika i Egypt, exarchův syn Herakleios Mladší vyplul s flotilou z Kartága vstříc Konstantinopoli. Jakmile byly stěžně lodí viditelné v Propontidě, propukla v Konstantinopoli revoluce. Lid pronikl do císařského paláce a vyvlekl nenáviděného Foku na Herakleiovu vlajkovou loď. Když Herakleios viděl před sebou třesoucího se a o život prosícího císaře, údajně se ho zeptal: „Ty jsi ten, který vládne říši?“ Fokas mu prý odpověděl otázkou: „Budeš to dělat lépe?“ načež Herakleios nechal Foku popravit. Podle jiných, hodnověrnějších zpráv byl však Fokas zavražděn již při vstupu Herakleia do Konstantinopole. Zmíněný dialog mezi nimi je tedy pravděpodobně pouze smyšlený.
Přesto i Herakleiovi nakloněné prameny mohou jen těžko zakrýt skutečnost, že krize říše propukla naplno teprve za Herakleia, kterému Sásánovci odňali Sýrii a Egypt. Teprve později se mu podařilo pomalu a za nesmírných obtíží situaci státu zlepšit. Říše se nacházela v krizi již od Maurikiovy smrti, s plnou vahou vypukla však až po roce 610.

## Hodnocení Fokovy vlády
Fokova vláda představuje důležitý zlom v dějinách byzantské říše. Během několika málo let Fokova panování upadla Byzanc do chaosu. Zároveň s tím slábla také ochota germánských říší na západě uznávat nadřazenost Konstantinopole. Na těžké ekonomické a vojenské situaci říše se ovšem podíleli i předchozí vládci. Fokas byl posledním pozdně antickým císařem, neboť reformy jeho nástupce Herakleia započaly novou éru, byzantský raný středověk.
Tradičně je bilance jeho vládnutí označována za katastrofální: Fokas přenechal Itálii Langobardům, většinu Balkánu Slovanům, vystavil říši smrtícím útokům Peršanů a osudově ji tak oslabil bezprostředně před začátkem islámské expanze. Navíc ještě umocnil vzájemnou řevnivost mezi patriarchou v Konstantinopoli a římským papežem. Ovšem naskýtá se otázka, zda jsou všechny tyto výtky na místě. Příčinou problémů bylo také odmítnutí císaře vládnoucími elitami, které ho nikdy nepřijaly za sobě rovného a mstily se mu obstrukcemi.
V Konstantinopoli samotné měl Fokas na svědomí údajně téměř celou senátorskou elitu, čímž byla antická římská společnost vážně oslabena. Fokas byl také posledním císařem, který používal latinský titul Imperator Augustus. V důsledku reorganizace říše změnil jeho nástupce tento titul na řecké Basileus ton Rhomaion (římský císař), aby tak lépe vyhovoval řeckému charakteru říše, i když s touto proměnou nebyla spojena rezignace na právní nástupnictví antického římského impéria. Je symbolické, že právě Fokas věnoval poslední umělecké dílo antickému Foru Romanu: Byl posledním císařem, který ještě dokázal – třebaže ne příliš úspěšně – aktivně zasahovat do osudu západu.
Přesto by měl být Fokův převážně negativní obraz, jak líčen v pramenech a který také dodnes dominuje vědeckým názorům, brán s určitou rezervou. Všechny zprávy, popisující jeho vládu, pocházejí až z doby po jeho smrti a vznikly z větší části za vlády Herakleia, který Foku svrhl a přirozeně měl zájem na tom, aby byl znázorněn v co možná nejhorším světle.
Také pro dnešní numismatiky a archeology představuje jeho vláda určitým způsobem zlom. Byl to zřejmě Fokas, kdo opět přivedl do módy vousy, neboť od jeho časů byla zobrazení císařů na mincích prováděna s vousy, což značně usnadňuje dataci. Zatímco od Konstantina I. byli téměř všichni císaři podle římského způsobu hladce oholeni (s výjimkou Juliana Apostaty, který si jako správný filozof nechal narůst vous), od dob Fokovy vlády měli téměř všichni panovníci vous (on sám ho údajně nosil, aby zakryl jizvu).